# Lisa Altenburg
Pour les articles homonymes, voir Altenburg (homonymie).
Lisa Hahn, ou Lisa Altenburg après son mariage, est une joueuse allemande de hockey sur gazon née le 23 septembre 1989 à Mönchengladbach. Elle a remporté avec l'équipe d'Allemagne la médaille de bronze du tournoi féminin aux Jeux olympiques d'été de 2016 à Rio de Janeiro.